# Tennistoernooi van Moskou 2016

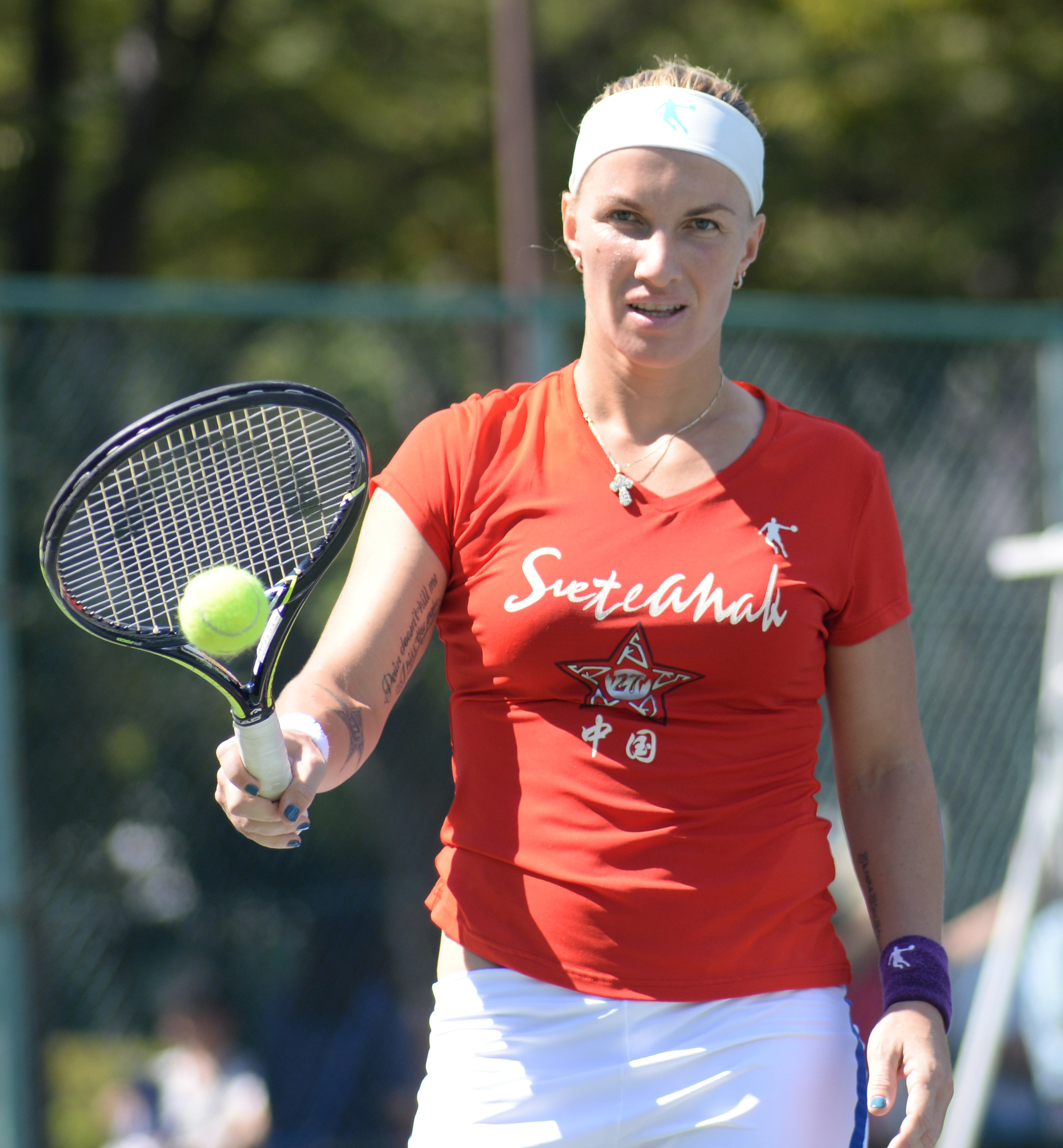
Svetlana Koeznetsova, winnares bij de vrouwen

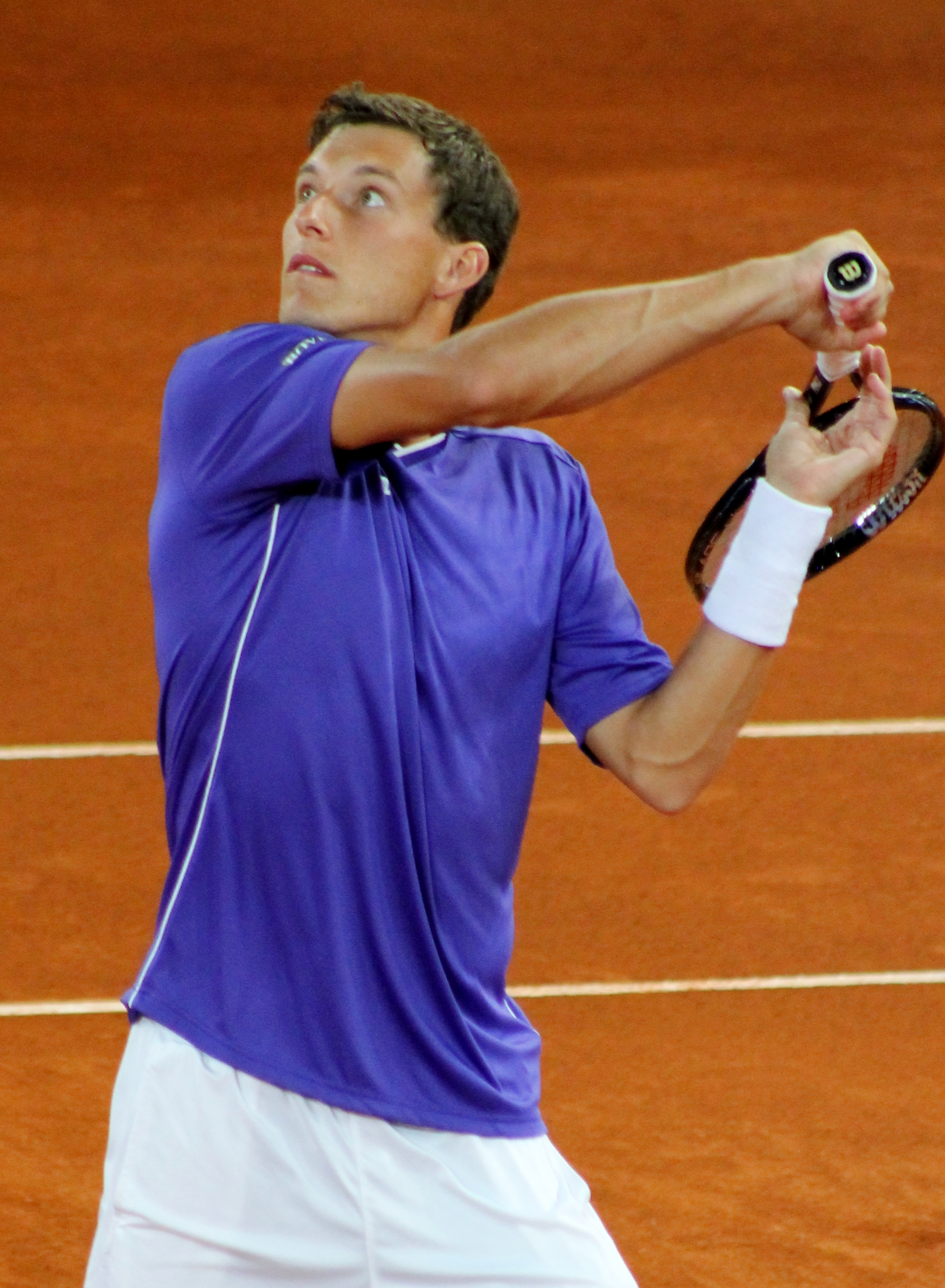
Pablo Carreño Busta, winnaar bij de mannen

Het tennistoernooi van Moskou van 2016 werd van 17 tot en met 23 oktober 2016 gespeeld op de hardcourt-binnenbanen van het oude Olympisch stadion Olimpijskij in de Russische hoofdstad Moskou. De officiële naam van het toernooi was Kremlin Cup.
Het toernooi bestond uit twee delen:
- WTA-toernooi van Moskou 2016, het toernooi voor de vrouwen
- ATP-toernooi van Moskou 2016, het toernooi voor de mannen

## Toernooikalender
| Moskou            | oktober 2016 | oktober 2016 | oktober 2016 | oktober 2016 | oktober 2016 | oktober 2016 | oktober 2016 | oktober 2016 |
| Moskou            | maa 17       | din 18       | woe 19       | woe 19       | don 20       | vrĳ 21       | zat 22       | zon 23       |
| ----------------- | ------------ | ------------ | ------------ | ------------ | ------------ | ------------ | ------------ | ------------ |
| vrouwenenkelspel  | 1e ronde     | 1e ronde     | 2e ronde     | 2e ronde     | kwartfinale  | halve finale | finale       |              |
| vrouwendubbelspel | 1e ronde     | 1e ronde     | 2e ronde     | 2e ronde     | halve finale | finale       |              |              |
| mannenenkelspel   | 1e ronde     | 1e ronde     | 1e ronde     | 2e ronde     | 2e ronde     | kwartfinale  | halve finale | finale       |
| mannendubbelspel  | 1e ronde     | 1e ronde     | 1e ronde     | 2e ronde     | 2e ronde     | halve finale | halve finale | finale       |

ATP-toernooi van Moskou – WTA-toernooi van Moskou

1996 · 1997 · 1998 · 1999 · 2000 · 2001 · 2002 · 2003 · 2004 · 2005 · 2006 · 2007 · 2008 · 2009 · 2010 · 2011 · 2012 · 2013 · 2014 · 2015 · 2016 · 2017 · 2018 · 2019 · 2020 · 2021